# アンドレア・スタンク
アンドレア・スタンク（Andreea Stancu）は、ルーマニアのファッションモデル。アルベルタ・フェレッティ、クリスチャン・ディオール、ドルチェ&ガッバーナ、ジバンシィなどのファッションブランドの服やアルマーニ・プリヴェ、ジョン・ガリアーノなどのデザイナーのモデルをしている。